# Ümraniye
 (juillet 2014).
Le contenu est difficilement compréhensible vu les erreurs de traduction, qui sont peut-être dues à l'utilisation d'un logiciel de traduction automatique.

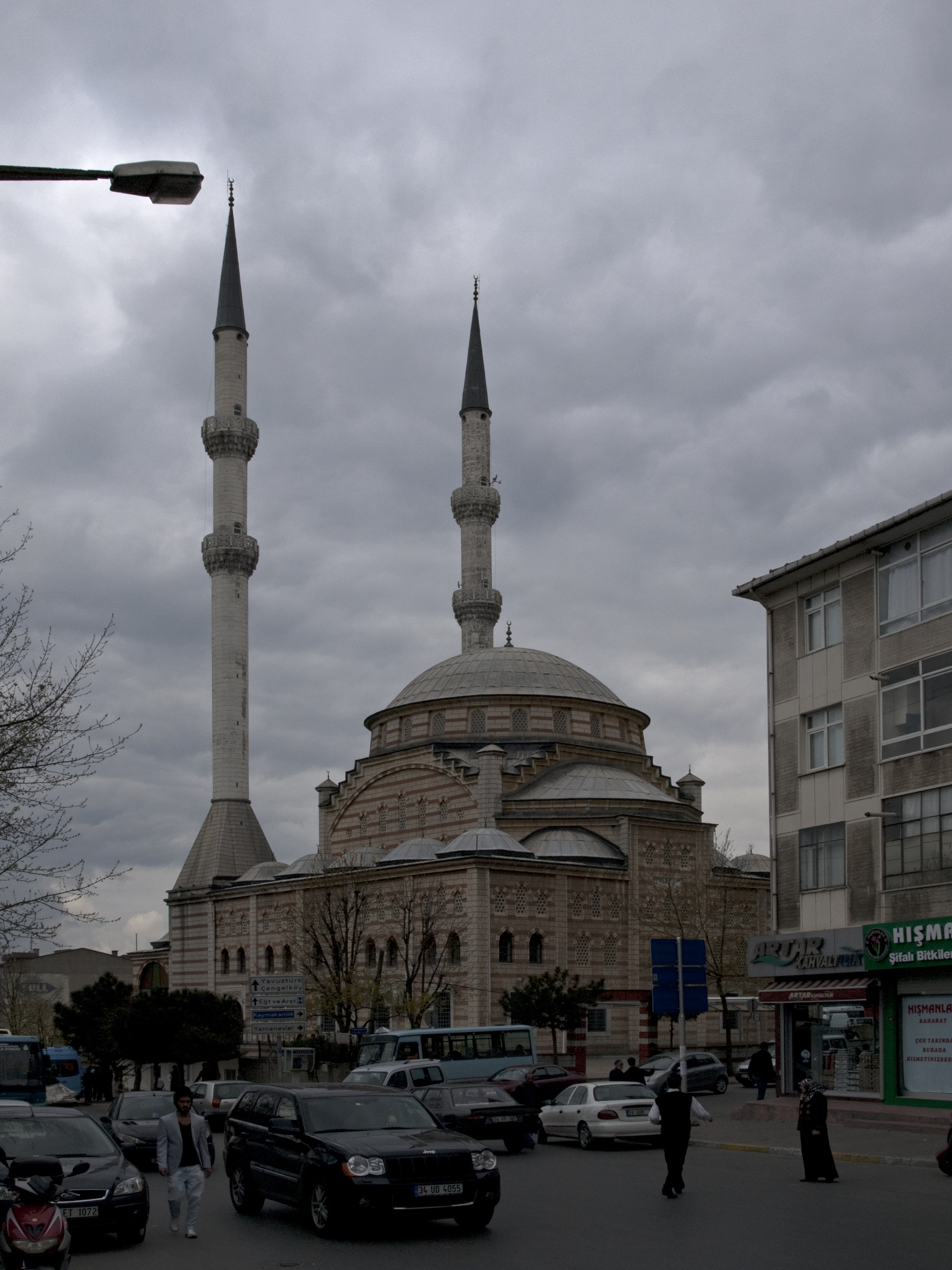
Mosquée centrale d'Ümraniye

Ümraniye (prononcé [ym.ɾaː.'ni.je]) est l'un des 39 districts de la ville d'Istanbul, en Turquie. Il est peuplé de plus de 650 000 habitants, en majorité issus de la classe ouvrière. Ümraniye a obtenu le statut de district en 1987, après sa séparation d'avec Üsküdar.
Le district comprend 7 municipalités : Ümraniye, Çekmeköy, Sarigazi, Yenidogan, Tasdelen (anciennement Sultançiftliği), Alemdar (anciennement ALEMDAG) et Ömerli. Les districts voisins sont Şile au nord-est, Kartal au sud-est, Kadıköy au sud, Üsküdar à l'ouest et Beykoz au nord-ouest. Le maire est Hasan Can (AKP).

## Histoire
Ümraniye est situé sur les hauteurs. Il s'agissait à l'origine d'un petit village de moins de 900 habitants, provenant principalement de la région de la mer Noire dans les années 1950. Au cours des années 1970 et 1980, la population a augmenté plus rapidement que la taille du village, en raison de la migration des populations rurales d'Anatolie vers les villes.
La croissance de Ümraniye a été mieux contrôlée que celle d'autres districts qui ont également attiré les travailleurs du côté européen (comme Esenler ou Gaziosmanpaşa) : le district possède en effet des routes plus larges et mieux entretenues. Il y a également plus d'espace entre les bâtiments, et plus d'espaces verts en général. Un grand quartier commercial a grandi pour approvisionner cette population ; la route principale qui traverse le centre possède des bâtiments publics lumineux, de grands magasins, des centres commerciaux, des agences de toutes les banques, etc. On trouve aussi à Ümraniye des lycées, un palais de justice, des équipements culturels tels que des cinémas et toutes les autres infrastructures d'une zone urbaine.
Ümraniye est devenu célèbre après qu'une cache d'armes appartenant prétendument au réseau conspirateur Ergenekon y a été découverte en 2007.

## Ümraniye aujourd'hui
Grâce à son paysage naturel et urbain, Ümraniye a été élu par ISTAC quartier le plus propre d'Istanbul. Récemment, il y a eu nombre de changements à Ümraniye : des grands centres commerciaux et des centres de loisirs ont ouvert, et de nombreux logements ont été construits, pour répondre aux besoins de toutes les classes. Ümraniye est l'une des zones les plus dynamiques d'Istanbul.
De nombreuses entreprises internationales sont aujourd'hui basées à Ümraniye, ce qui attirent des jeunes et des personnes instruites de toute la Turquie. À Ümraniye, on peut trouver 34 maternelles, 61 écoles primaires  et 9 écoles secondaires, ainsi que 22 centres de sport, et 29 hôpitaux et cliniques. Il existe en outre de nombreuses activités sportives et culturelles : 40 parcs, 3 salles de cinéma et 3 théâtres.
La position d'Ümraniye le rend aussi attirant : il se situe en effet sur la route principale qui mène à l'un des deux ponts reliant les parties européenne et asiatique d'Istanbul. Un trajet en voiture d'Ümraniye à Mecidiyeköy, le centre d'affaires sur la rive européenne de la ville, ne prend que 20 minutes environ si la circulation est bonne. Ümraniye offre également un accès facile à Üsküdar, Kadıköy et Ataşehir, la capitale économique de la rive asiatique d'Istanbul.

## Politique
Ümraniye a vu sa juste part de la violence politique entre les gens de droite à gauche et au fil des ans, et au cours des 1970 et 1980, l'application de la loi était problématique dans certaines parties du district. De ce fait, Ümraniye a parfois été considéré l'équivalent de la partie asiatique de Gaziosmanpasa du côté européen. Ces dernières années, cependant, Ümraniye a été relativement calme, et les crimes les plus dangereux de la région sont celles qui sont typiques des zones urbaines.

## Lieux d'importances
Entre Uskudar et Ümraniye il y a un çilehane du saint soufi Aziz Mahmoud Hudayi. Un çilehane (littéralement une « Maison de désespoir ») était où les soufis allaient prier dans la solitude.
La salle de sport Haldun Alagaş se trouve ici ; elle est nommée d'après le champion d'Europe et du monde de karaté. Le lieu héberge à la fois le basket-ball national et international, volley-ball, jeux de handball et des compétitions d'arts martiaux.
Il est un fait nouveau forestress où les gens peuvent avoir de marche et pique-nique. Dans certaines parties d'Ümraniye, la scène pleine d'Istanbul, y compris le Bosphore et côté européen, peut être vu facilement. Aussi, Çamlıca colline est très proche.